# ブランビーズ (ラグビー)
ACTブランビーズ（英: ACT Brumbies）は、スーパーラグビーに参加するオーストラリアのラグビーユニオンチーム。本拠地はオーストラリア首都特別地域キャンベラのキャンベラ・スタジアム。

## 概要
オーストラリア首都特別地域（ACT：Australian Capital Territory）およびニューサウスウェールズ州南部地域のラグビーユニオンクラブ所属の選手および契約選手から選抜・編成されるチーム。1996-2004シーズンのチーム名はACTブランビーズ。
チームカラーはネイビーブルー・白・ゴールド。

## 歴史
1996年創設。ACTラグビーユニオンとしては1937年創設。
1997シーズンにスーパーラグビー準優勝。
1998年、エディー・ジョーンズがヘッドコーチに就任（2001年まで）。1年目は10位と低迷したが、2000年から5シーズン連続でプレーオフに進出し、うち優勝2回、準優勝2回と黄金時代を築いた。
2023年10月、来日して、東京サントリーサンゴリアス及びリコーブラックラムズ東京と対戦予定。

## タイトル
- スーパー12優勝　2回（2001年、2004年)
- スーパー12準優勝　3回（1997年、2000年、2002年）
- スーパーラグビー準優勝　1回（2013年）
- スーパーラグビーAU優勝　1回（2020年）

## 成績

### スーパーラグビー戦績
| シーズン | 大会名                         | 試合数 | 勝 | 分 | 敗 | 順位 | 参加チーム数 | プレーオフ |
| -------- | ------------------------------ | ------ | -- | -- | -- | ---- | ------------ | ---------- |
| 1996     | スーパー12                     | 11     | 7  | 0  | 4  | 5位  | 12チーム     | ―          |
| 1997     | スーパー12                     | 11     | 8  | 0  | 3  | 2位  | 12チーム     | 準優勝     |
| 1998     | スーパー12                     | 11     | 3  | 0  | 8  | 10位 | 12チーム     | ―          |
| 1999     | スーパー12                     | 11     | 5  | 0  | 6  | 5位  | 12チーム     | ―          |
| 2000     | スーパー12                     | 11     | 9  | 0  | 2  | 2位  | 12チーム     | 準優勝     |
| 2001     | スーパー12                     | 11     | 8  | 0  | 3  | 1位  | 12チーム     | 優勝       |
| 2002     | スーパー12                     | 11     | 7  | 0  | 4  | 2位  | 12チーム     | 準優勝     |
| 2003     | スーパー12                     | 11     | 6  | 0  | 5  | 4位  | 12チーム     | ベスト4    |
| 2004     | スーパー12                     | 11     | 8  | 0  | 3  | 1位  | 12チーム     | 優勝       |
| 2005     | スーパー12                     | 11     | 5  | 1  | 5  | 5位  | 12チーム     | ―          |
| 2006     | スーパー14                     | 13     | 8  | 1  | 4  | 6位  | 14チーム     | ―          |
| 2007     | スーパー14                     | 13     | 9  | 0  | 4  | 5位  | 14チーム     | ―          |
| 2008     | スーパー14                     | 13     | 6  | 0  | 7  | 9位  | 14チーム     | ―          |
| 2009     | スーパー14                     | 13     | 8  | 0  | 5  | 7位  | 14チーム     | ―          |
| 2010     | スーパー14                     | 13     | 8  | 0  | 5  | 6位  | 14チーム     | ―          |
| 2011     | スーパーラグビー               | 16     | 4  | 1  | 11 | 13位 | 15チーム     | ―          |
| 2012     | スーパーラグビー               | 16     | 10 | 0  | 6  | 7位  | 15チーム     | ―          |
| 2013     | スーパーラグビー               | 16     | 10 | 2  | 4  | 3位  | 15チーム     | 準優勝     |
| 2014     | スーパーラグビー               | 16     | 10 | 0  | 6  | 4位  | 15チーム     | ベスト4    |
| 2015     | スーパーラグビー               | 16     | 9  | 0  | 7  | 6位  | 15チーム     | ベスト4    |
| 2016     | スーパーラグビー               | 15     | 10 | 0  | 5  | 4位  | 18チーム     | ベスト8    |
| 2017     | スーパーラグビー               | 15     | 6  | 0  | 9  | 4位  | 18チーム     | ベスト8    |
| 2018     | スーパーラグビー               | 16     | 7  | 0  | 9  | 10位 | 15チーム     | ―          |
| 2019     | スーパーラグビー               | 16     | 10 | 0  | 6  | 3位  | 15チーム     | ベスト4    |
| 2020     | スーパーラグビーAU             | 8      | 6  | 0  | 2  | 1位  | 5チーム      | 優勝       |
| 2021     | スーパーラグビーAU             | 8      | 6  | 0  | 2  | 2位  | 10チーム     | 準優勝     |
| 2022     | スーパーラグビー・パシフィック | 14     | 10 | 0  | 4  | 6位  | 12チーム     | ベスト4    |
| 2023     | スーパーラグビー・パシフィック | 14     | 10 | 0  | 4  | 4位  | 12チーム     | ベスト4    |
| 2024     | スーパーラグビー・パシフィック | 14     | 12 | 0  | 2  | 3位  | 12チーム     | ベスト4    |
| 2025     | スーパーラグビー・パシフィック | 14     | 9  | 0  | 5  | 3位  | 11チーム     | ベスト4    |

## スコッド
2025シーズンのスコッド（2025年1月現在）
| プロップ - アラン・アラアラトア - テヴィタ・アラティニ(Tevita Alatini) - フェアオ・フォトゥアイカ - ブレイク・ショップ - ジェイムス・スリッパー - レイズ・ヴァンネック - ハリー・ヴェラ フッカー - リアム・ボーロン - ラクラン・ローナガン - ビリー・ポラード ロック - ニック・フロスト (ラグビー選手) - トム・フーパー (ラグビー選手) - ケイデン・ネヴィル - ラクラン・シャー - トゥアイナ・タイイトゥアリマ | フランカー/No.8 - チャーリー・カール - ラクラン・フーパー(Lachlan Hooper) - ルーク・ライマー - ロリー・スコット - ロブ・ヴァレティニ スクラムハーフ - ハッリソン・ゴッダード - ライアン・ロネガン - クレイトン・ソーン フライハーフ - ジャック・デブレチェニ - ノア・ロレサイオ | センター - オースティン・アンダーソン - ハドソン・クレイトン - デイヴィット・フェリウアイ - レン・イキタウ - カディン・プリチャード(Kadin Pritchard) - オーリー・サプスフォード ウイング - アンディ・ミューアヘッド - ベン・オドネル - コーリー・トゥール - トム・ライト (ラグビー選手) フルバック - デクラン・メレディス - シェーン・ウィルコム(Shane Wilcox) |
| | | |
| はキャプテン。 | | |

## 歴代所属選手
- エディー・ジョーンズ（元ヘッドコーチ・1998-2001）
- ジョージ・グレーガン
- ダミアン・マクイナリ
- ピーター・ヒューワット
- スコット・ファーディー
- スティーブン・ラーカム
- ジェームス・ウィルソン
- スターリング・モートロック
- ジョージ・スミス
- アダム・アシュリークーパー
- マット・ギタウ
- アフシパ・タウモエペアウ
- イジ・ナイサラニ
- ライオネル・クロニエ
- アンソニー・ファインガ
- ロッキー・エルソム
- コルビー・ファインガア
- クリス・アルコック
- サム・ノートンナイト
- ルアーン・スミス
- ナイジェル・アーウォン
- ニック・ユースト
- シタレキ・ティマニ
- ブラッキン・カラウリア・ヘンリー
- 立川理道
- ニック・ホワイト
- マス・ドロコロ
- ジョーダン・スマイラー
- ベン・ハイン
- ジョー・トマニ
- アイザック・フィンネス＝レレイワサ
- イジ・ナイサラニ
- マット・ルーカス
- ヘンリー・スパイト
- トマス・クベリ
- ジェームス・ダーガヴィル
- ニック・メイヒュー
- チャンス・ペニー
- ジョーダン・ジャクソン＝ホープ
- マイケル・ドーセット
- ピーター・キムリン
- リッチー・アーノルド
- クリスチャン・リアリーファノ
- サム・カーター
- ファレヌイ・ハウェラ
- マリー・ダグラス
- ブニポラ・フィフィタ
- テヴィタ・クリンドラニ
- トム・キューザック
- マック・ハンセン
- スコット・シオ
- フォラウ・ファインガア
- キャメロン・クラーク
- トム・バンクス
- ジャック・ライト
- セフォ・カウタイ
- ピート・サム
- ニック・ホワイト